# Andreas Keuser
Andreas Keuser (Salzkotten, 14 de abril de 1974) es un ciclista alemán.

## Palmarés
2011
- 1 etapa del Tour de Rumania
- Tour de Tracia

## Equipos
- Meridiana-Kalev Chocolate (01.2009-06.2009)
- Kuban (07.2009-07.2010)
- Worldofbike.gr/Etcetera-Worldofbike (08.2010-12.2013)
  - Worldofbike.gr (08.2010-12.2011)
  - Etcetera-Worldofbike (08.2013-12.2013)
- Keith Mobel-Partizan (2014)
- Start-Massi (2015)
- Massi-Kuwait Project (2016)
- Kuwait-Cartucho.es[1] (2017)
- Java Partizan Pro Cycling Team (01.2018-06.2018)